# SNH48 그룹
SNH48 그룹(중국어: SNH48集團, 영어: SNH48 Group)은 중화인민공화국의 여성 아이돌 그룹 SNH48과 자매 그룹에서 형성되는 아이돌 프로젝트 브랜드로, SNH48과 자매 그룹의 총칭이다.
SNH 그룹, 48 그룹, SNH48 집단, SNH48G, SNHG, 48G로 불리기도 하며, 단순히 48로 표기되기도 한다.

## 구성 그룹

### 활동 중인 그룹
| 그룹     | 활동기간                              | 활동거점 | 활동거점  | 그룹색 | 비고  |
| -------- | ------------------------------------- | -------- | --------- | ------ | ----- |
| SNH48    | 2013년 1월 -                          | 중국     | 상하이시  | 수람색 |       |
| BEJ48    | 2016년 4월 -                          | 중국     | 베이징시  | 도홍색 |       |
| GNZ48    | 2016년 4월 -                          | 중국     | 광저우시  | 청록색 |       |
| CKG48    | 2017년 11월 - 2019년 1월 2019년 3월 - | 중국     | 충칭시    | 가배색 |       |
| IDOLS Ft | 2019년 1월 -                          | 중국     | 상하이 시 |        | [ 1 ] |
| JNR48    | 2020년 1월 -                          | 중국     | 상하이 시 |        |       |
| CGT48    | 2023년 4월 -                          | 중국     | 청두시    | 빨강색 | [ 2 ] |

### 해체한 그룹
| 그룹  | 활동기간                | 활동거점 | 활동거점 | 그룹색 | 비고 |
| ----- | ----------------------- | -------- | -------- | ------ | ---- |
| SHY48 | 2017년 1월 - 2019년 1월 | 중국     | 선양시   | 량분색 |      |

## 같이 보기
- AKB48 그룹